# 科達目
科达目(Cordaitales)是一目灭绝的木本植物，可能是早期的针叶树，也可能是其他针叶树、银杏和苏铁的祖先。 它们具有像现代针叶树那样的锥状生殖结构。 科达目在石炭纪时期出现，并形成了大型树木，它们的数量在干燥的地面上和热带环境中似乎特别丰富。 此外，一些高大的科达目树木，以及灌木状和红树林状的科达目植物似乎在石炭纪煤炭沼泽中生长。 在二叠纪期间，科达目也很丰富，但在三叠纪期间它们变得不那么重要，并在三叠纪灭绝事件期间消失。 许多科达目植物长有细长的带状叶子，类似于南洋杉科和罗汉松科的一些现代针叶树。 来自石炭纪的常见属包括Mesoxylon和科达属，其他属是Noeggerathiopsis和Sumaropsis。